# Corydon (livro)
Corydon é o título de um conjunto de ensaios por André Gide sobre a homossexualidade, cujo título foi inspirado no personagem homónimo de Virgílio. O texto foi publicado separadamente entre 1911 e 1920, e o livro completo apenas teve a sua primeira edição em francês em 1924. 
Os ensaios fazem uso do testemunho de naturalistas, historiadores, poetas e filósofos para suportar o argumento de Gide de que a homossexualidade existia nas civilizações culturalmente e artisticamente mais avançadas (como na Grécia de Péricles, na Renascença italiana e na Inglaterra isabelina), o que se reflectia em escritores e artistas de Homero e Virgílio a Ticiano e Shakespeare nas suas representações das relações homem-homem (como as de Aquiles e Pátroclo como uma relação homossexual e não platónica ou de amizade, como outros as proclamaram). Tudo isto, diz Gide, sugere fortemente que a homossexualidade é mais fundamental e natural que a heterossexualidade, sendo a última apenas a representação social de uma união.
Sobre o livro, escreveu o próprio Gide que "os meus amigos insistem que este pequeno livro é do tipo dos que me prejudicaram mais".